# Caracciolo Parra León
Caracciolo Parra León (Pamplona, Colombia, 6 de agosto de 1901-Caracas, Venezuela, 9 de febrero de 1939) fue un jurista, literato, escritor, catedrático y editor colombo-venezolano. Miembro de las academias venezolanas de la Historia y de la Lengua.

## Biografía

### Primeros años y actividad académica
Hijo de Miguel Parra Picón y Guillermina León Arellano, venezolanos exiliados en Colombia. Recibe su formación primaria en el colegio La Salle de Cúcuta y cursa la secundaria en el colegio San José de Pamplona. En 1918 obtiene su título de Bachiller en Filosofía y Letras. Para octubre de 1922 ocupa la Secretaría de Educación del Departamento del Norte de Santander. 
Ya con el grado de bachiller viaja a la ciudad de Mérida e ingresa en la Universidad de Los Andes, donde cursa la carrera de derecho. Durante esta época preside el Centro de Estudiantes de Mérida y es director de su revista y se desempeña temporalmente como Inspector Fiscal de Estampillas en San Cristóbal. En 1923 se gradúa en Derecho Civil y Canónico. Ese mismo año se traslada a Caracas para continuar sus estudios en la Universidad Central de Venezuela (UCV), donde logra el doctorado en Ciencias Políticas y Eclesiásticas el 30 de octubre de 1924, con una tesis de grado sobre las Condiciones de la poesía mística, que le valió su publicación. A lo largo de su vida continuará cultivando sus estudios sobre la poesía de San Juan de la Cruz y Santa Teresa. En 1926 contrae matrimonio con Josefina Aranguren Lares y un año después, junto a su hermano Miguel Parra León, funda la Editorial Sur América, así como el sello Parra León Hermanos. 

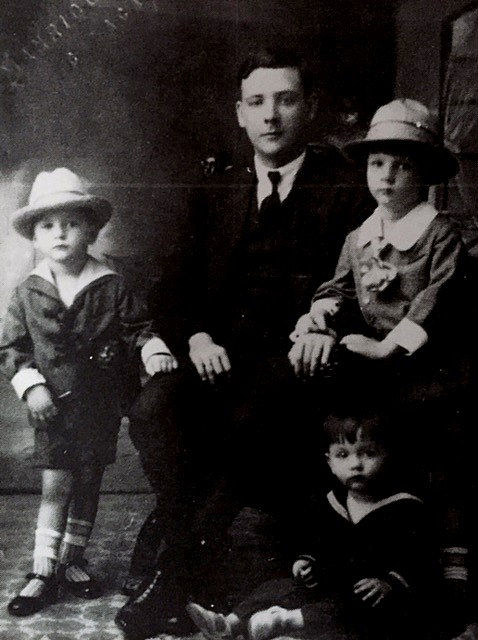
Caracciolo junto a sus tres hijos.

Antes de los treinta años ya posee dos doctorados y un sólido conocimiento del latín. Tuvo que ejrcer en casos como la defensa del monseñor Salvador Montes de Oca (expulsado del país por una pastoral sobre la indisolubilidad del matrimonio) y del Arzobispo de Caracas, Felipe Rincón González, injustamente acusado ante la Santa Sede.
Una vez concluidos sus estudios, Parra León ingresa como docente en la UCV donde enseña las asignaturas de Derecho Español, Derecho Público Eclesiástico y Principios Generales del Derecho. Uno de sus logros más importantes fue la restauración de los estudios filosóficos en la universidad, los cuales habían sido eliminados desde mediados del siglo XIX por el auge de las ideas positivistas. Desde 1928 hasta 1935 ejerce el cargo de  Vicerrector.
En 1930 es electo como individuo de número en la Academia Nacional de la Historia de Venezuela; así como miembro del Centro de Historia de Tunja, en Colombia; la Academia de la Historia de Cuba y de la Real Academia Hispanoamericana de Ciencias y Artes, en Cádiz, España. En 1931 forma parte de la Junta de Historia Nacional del Uruguay; la Academia Colombiana de Historia y miembro honorario de la Sociedad Bolivariana de Costa Rica. 
Como jurista escudriña y pone de relieve los vínculos e interrelaciones entre derecho, historia y filosofía y la influencia de éstas en el surgimiento de los nuevos y diversos campos jurídicos. Su línea de pensamiento puede ubicarse dentro de la doctrina iusnaturalista (derecho positivo). Sostiene como tesis central que el ser humano posee una dignidad intrínseca que debe ser respetada y en función de la cual deben ser organizados los servicios públicos del Estado. El derecho solo debe constituirse en el vehículo y praxis de esos principios superiores.

Parra León mostraba que el Derecho no era una mera técnica sino una exigencia necesaria de la naturaleza del hombre en sociedad pues cada ser humano está rodeado de derechos y deberes cuya existencia no depende de ninguna norma jurídica sino del mismo orden natural de las cosas. Un sistema jurídico debe estar enmarcado dentro de una visión filosófica de la persona, la sociedad y el mundo, y supone la existencia de valores que deben regir la sociedad y ser respetados. 

Abría, a los alumnos, el panorama de los distintos campos del Derecho para que observaran que las Ciencias Jurídicas eran la cobertura normativa de toda la vida social». Tomás Polanco Alcántara, 1988

En 1934 promueve la creación del Círculo de Estudios, en el cual se discutían problemas relacionados con la situación jurídica y social de Venezuela. Se proyectaban leyes sobre la jornada laboral y el salario de los trabajadores, vivienda, salud, educación, preparando el piso jurídico al régimen de apertura democrática que se instituiría después del fallecimiento del dictador Juan Vicente Gómez. El Círculo estaba integrado por Mario Briceño Iragorry, Tomás Andrés Polanco, José Manuel Núñez Ponte, Crispín Ayala, entre otros. En este año se incorpora a la Academia Venezolana de la Lengua. 
Entre enero y junio de 1936 trabaja como director de la Biblioteca Nacional y luego es nombrado como director en la Oficina de Relaciones Interamericanas del Ministerio de Relaciones Exteriores. En diciembre de 1938 preside la delegación venezolana en la Octava Conferencia Internacional Americana, la cual se realiza en Lima, Perú. 
Fallece de leucemia en Caracas el 9 de febrero de 1939. Tenía 37 años.

### Aportes a la cultura histórica y filosófica de Venezuela

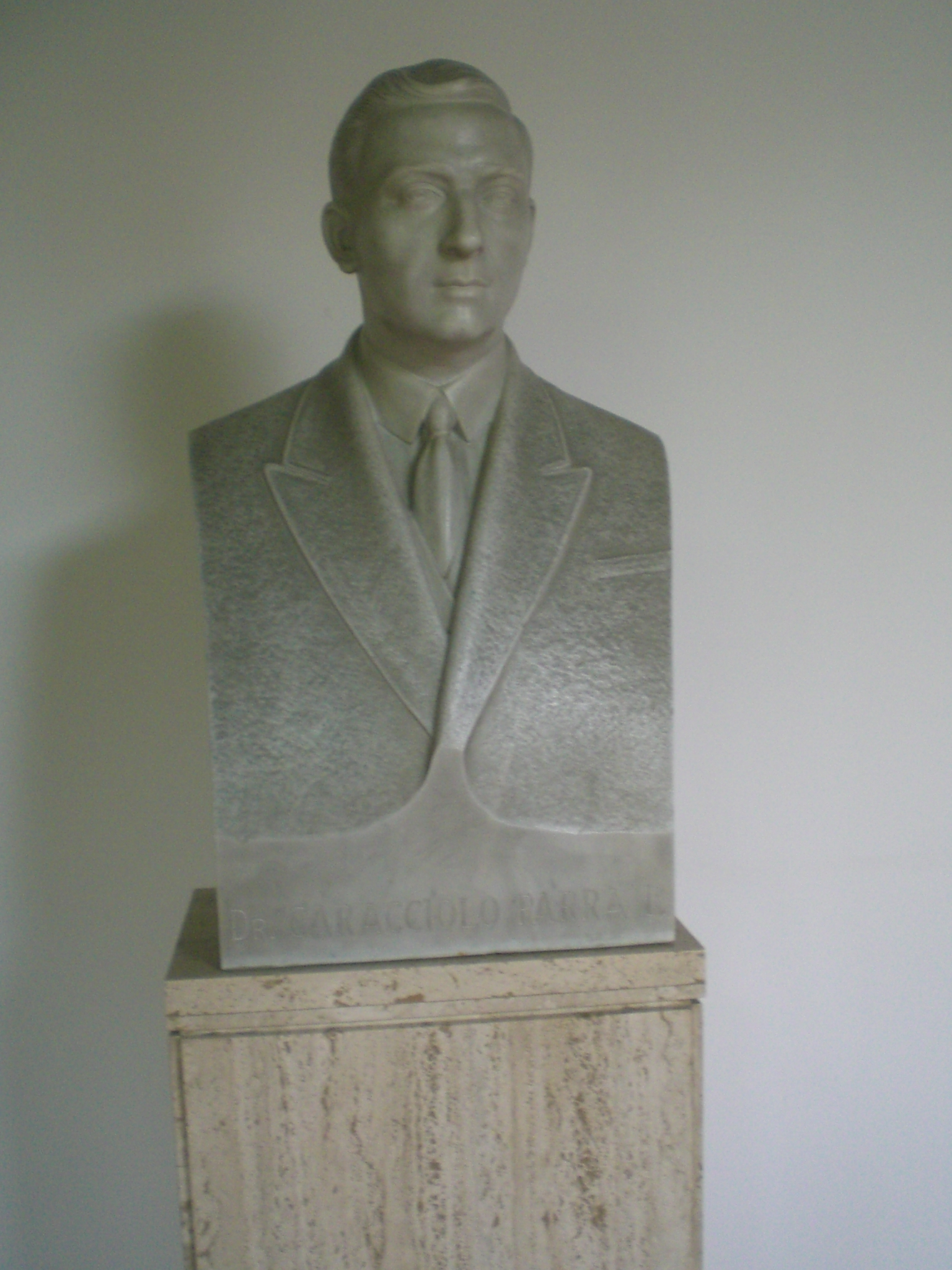
Busto de Caracciolo Parra León en el Palacio de las Academias de Caracas.

El ejercicio del vicerrectorado le permite dedicarse a la investigación, estudio y reclasificación de importante documentación histórica que reposaba en el Archivo universitario, así como rescatar los estudios filosóficos en la Universidad Central de Venezuela. Por esa época dirige la Revista «Anales», de la UCV y el «Boletín de la Academia Venezolana de la Lengua». Inaugura una cátedra de Filosofía y luego asume la dirección de la recién creada Escuela de Filosofía. El fruto de sus labores de investigación los expone en diversos trabajos donde explica la evolución de la cultura colonial en Venezuela y sus instituciones jurídicas, constituyéndose así en un pionero en la materia. 
El primero de estos trabajos fue una recopilación de Documentos del Archivo Universitario de Caracas 1725-1810 (1930). Posteriormente publica La instrucción en Caracas (1932), en el cual demuestra que desde mediados del siglo XVII existía la preocupación por establecer en Caracas un régimen de instrucción pública que incluyera desde la escuela primaria hasta los estudios universitarios. Con Caracciolo Parra León se inicia el revisionismo de la época colonial y la reivindicación de la influencia hispánica en la cultura venezolana.
Como editor, se dedica en llevar a la imprenta obras fundamentales y fuentes testimoniales que hasta entonces habían permanecido fuera del alcance de los estudiosos. Entre ellos, la Historia de la conquista y población de la Provincia de Venezuela de José de Oviedo y Baños, texto del cual existía una sola copia manuscrita (de la edición que se había hecho en Caracas en 1824). Estas publicaciones estaban precedidas de estudios preliminares en los que Parra León exponía sus criterios sobre el tema.
Uno de los discípulos de Parra León fue el dos veces Presidente de Venezuela, Rafael Caldera. En 1935 lo estimula y asesora para que escriba la biografía del humanista Andrés Bello, con este ensayo Caldera es galardonado en la primera edición del Premio Andrés Bello de la Academia Venezolana de la Lengua.

## Homenajes
- En 1939 las autoridades del estado Zulia ordenan la creación de la Unidad Educativa Caracciolo Parra León, en Maracaibo.
- Las ediciones posteriores a 1935 de la biografía de Andrés Bello, escrita por el político y jurista venezolano Rafael Caldera, están dedicadas «A la memoria de Caracciolo Parra León».
- En 1954 sus discípulos y familiares recopilaron sus escritos fundamentales, los cuales fueron publicados en Madrid por la Editorial J.B, con el título de Obras. Está compuesto por los trabajos: La instrucción en Caracas 1567-1725, Filosofía Universitaria Venezolana 1788-1821, sus discursos de incorporación en las academias venezolanas de la historia y de la lengua y Cronistas de Venezuela, una compilación de los diversos prólogos que realizó en su faceta como editor.
- En 1970 se funda el Liceo Caracciolo Para León en La Cañada, estado Zulia, Venezuela.
- El 28 de junio de 1972 la educadora Dilia Elena Díaz de Ramos funda en el sector El Valle, Caracas, la Escuela Nacional Caracciolo Parra León. Fue inaugurada por el entonces presidente de Venezuela, Rafael Caldera, contó con la asistencia del expresidente de la Junta de Gobierno (1958-1959) y profesor universitario, Edgar Sanabria y la presentación de la Banda Marcial de Caracas.
- El 27 de noviembre de 2001 la Universidad Católica Andrés Bello inaugura la Cátedra Fundacional de Derecho «Dr. Caracciolo Parra León», como homenaje a la trayectoria y obra del académico.

## Obra
- Condiciones de la poesía mística: Editorial Sur América, Caracas, 1919.
- Documentos del archivo universitario de Caracas, 1725-1810: Editorial Sur América, Caracas, 1930.
- La instrucción en Caracas. 1567-1725: Editorial Sur América, Caracas, 1932.
- Filosofía universitaria, 1788-1821: Editorial Sur América, Caracas, 1934.
- Analectas de historia patria: Editorial Sur América, Caracas, 1935.
- Obras. Madrid: Editorial J.B., 1954.